# A'arab Zaraq – Lucid Dreaming
A'arab Zaraq – Lucid Dreaming šesti je studijski album švedskog sastava Therion. Diskografska kuća Nuclear Blast objavila ga je 16. svibnja 1997.

## O albumu
Uradak je objavljen u počast desetoj godišnjici postojanja skupine. Sastav je snimio prve tri skladbe tijekom rada na prethodnom albumu Theli, ali ih nije uvrstio na taj uradak jer se nisu slagale s ostalim pjesmama. Obradu pjesme „Children of the Damned” sastava Iron Maiden Therion je snimio u Abyss Studiju za počasni album posvećen toj grupi, a u istom je studiju snimio i obradu pjesme „Under Jolly Roger” Running Wilda, što je skladba koju je sastav nekoliko puta svirao na koncertima. 
Idućih je šest pjesama snimljeno u prosincu 1996., nakon što je sastav odlučio objaviti ovaj album; prva od njih prerađena je i instrumentalna inačica pjesme „Symphony of the Dead” s albuma Beyond Sanctorum (iz 1992.), druga je obrada pjesme „Here Come the Tears” sastava Judas Priest s albuma Sin After Sin (iz 1977.), a preostale četiri pjesme Therionove su obrade skladbi koje je Christofer Johnsson, vođa sastava, skladao za film The Golden Embrace. Sva glazba iz tog filma tvori posljednji dio ovog albuma.
Johnsson je izjavio da se izraz „A'arab Zaraq” u prvom dijelu naslova odnosi na suprotnost (klifot) sefirotu Nezah na Drvetu života u kabali.

## Popis pjesama
| 1.    | »In Remembrance«                                                   | Jonas Mellberg, Christofer Johnsson | 6:28 |
| 2.    | »Black Fairy«                                                      | Johnsson                            | 5:56 |
| 3.    | »Fly to the Rainbow« (obrada pjesme sastava Scorpions)             | Michael Schenker, Uli Jon Roth      | 8:14 |
| 4.    | »Children of the Damned« (obrada pjesme sastava Iron Maiden)       | Steve Harris                        | 4:30 |
| 5.    | »Under Jolly Roger« (obrada pjesme sastava Running Wild)           | Rolf Kasparek                       | 4:36 |
| 6.    | »Symphony of the Dead« (ponovno snimljena, instrumentalna inačica) | Johnsson                            | 3:39 |
| 7.    | »Here Comes the Tears« (obrada pjesme sastava Judas Priest)        | Rob Halford, Glenn Tipton           | 3:21 |
| 8.    | »Enter Transcendental Sleep« (Therionova inačica)                  | Johnsson                            | 4:22 |
| 9.    | »The Quiet Desert« (Therionova inačica)                            | Johnsson                            | 3:52 |
| 10.   | »Down the Qliphotic Tunnel« (Therionova inačica)                   | Johnsson                            | 2:53 |
| 11.   | »Up to Netzach / Floating Back« (Therionova inačica)               | Johnsson                            | 4:08 |
| 12.   | »The Fall into Eclipse« (filmska glazba)                           | Johnsson                            | 3:44 |
| 13.   | »Enter Transcendental Sleep« (filmska glazba)                      | Johnsson                            |      |
| 14.   | »The Gates to A'arab Zaraq Are Open« (filmska glazba)              | Johnsson                            | 1:25 |
| 15.   | »The Quiet Desert« (filmska glazba)                                | Johnsson                            | 3:51 |
| 16.   | »Down the Qliphotic Tunnel« (filmska glazba)                       | Johnsson                            | 2:53 |
| 17.   | »Up to Netzach« (filmska glazba)                                   | Johnsson                            | 2:53 |
| 18.   | »Floating Back« (filmska glazba)                                   | Johnsson                            | 0:49 |
| 71:25 |                                                                    |                                     |      |

## Recenzije
| Recenzije           | Recenzije |
| Izvor               | Ocjena    |
| ------------------- | --------- |
| Chronicles of Chaos | 7/10      |

Adam Wasylyk dao mu je sedam bodova od njih deset u recenziji za Chronicles of Chaos zaključivši da „među obradama [...] ima pogodaka i promašaja, Therionove su obrade filmske glazbe odlične, a sama filmska glazba također je prilično dobra”.

## Zasluge
| Therion - Christofer Johnsson – gitara (od 1. do 11. pjesme); Hammondove orgulje (od 1. do 3. pjesme); klavijatura (na 1., 2., 3., 6. i 7. pjesmi); bas-gitara (od 6. do 11. pjesme); glasovir (od 12. do 18. pjesme); produkcija (od 6. do 18. pjesme) - Piotr Wawrzeniuk – bubnjevi (od 1. do 11. pjesme); vokal (na 3., 4. i 7. pjesmi) - Jonas Mallberg – gitara (od 1. do 3. pjesme); klavijatura (na pjesmi „Fly to the Rainbow”) - Lars Rosenberg – bas-gitara (od 1. do 5. pjesme) Ostalo osoblje - Jan-Peter Genkel – produkcija (1., 2. i 3. pjesme) - Peter Grøn – ilustracije, fotografija, omot albuma | Dodatni glazbenici - Dan Swanö – vokal (na 1. i 2. pjesmi) - Tobbe Sidegård – vokal (na pjesmi „Under Jolly Roger”) - Peter Tägtgren – dodatna gitara (na pjesmi „Under Jolly Roger”); produkcija (4. i 5. pjesme) - Gottfried Koch – akustična gitara (na 7. i 11. pjesmi); glasovir (od 12. do 18. pjesme); produkcija (svih pjesama osim 4. i 5.) - Bettina Stumm – vokal (sopran) - Raphaela Mayhaus – vokal (sopran) - Marie-Therese Kubel – vokal (alt) - Ergin Onat – vokal (tenor) - Klaus Bülow – vokal (bas) - Joachim Gebhardt – vokal (bas) |

## Ljestvice
| Ljestvica | Najviša pozicija |
| --------- | ---------------- |
| Njemačka  | 98.              |